# بهناز توکلی
بهناز توکلی خلخالی (زاده ۱۳۲۷ در تهران) بازیگر سینما و تلویزیون ایران است. وی در آثاری همچون سریال تلویزیونی «مختارنامه»، فیلم سینمایی «آژانس شیشه‌ای» و فیلم سینمایی «به رنگ ارغوان» فعالیت داشته‌است.

## فیلم‌شناسی

### سینمایی
- ۱۳۸۷ کتاب قانون (مازیار میری)
- ۱۳۸۳ به رنگ ارغوان (ابراهیم حاتمی‌کیا)
- ۱۳۸۱ بانوی من (یدالله صمدی)
- ۱۳۸۰ نگین (اصغر هاشمی)
- ۱۳۷۹ یکی بود یکی نبود (ایرج طهماسب)
- ۱۳۷۸ تو را دوست دارم (عبدالله باکیده)
- ۱۳۷۶ بانوی اردیبهشت (رخشان بنی اعتماد)
- ۱۳۷۶ آژانس شیشه‌ای (ابراهیم حاتمی‌کیا)

### تلویزیونی
- ۱۳۷۵ سرنخ (کیومرث پوراحمد) (بازیگر مهمان)
- ۱۳۷۶ در پی فاخته (مسعود آب پرور)
- ۱۳۷۶ نازنین خانم (حمید مولوی)
- ۱۳۷۶ شن‌های کف رودخانه (یوسف سید مهدوی)
- ۱۳۷۷ انتظار سرخ (محمد درمنش)
- ۱۳۷۸ ورثه آقای نیکبخت (مرضیه برومند)
- ۱۳۸۰ صندلی خاکستری (سید حامد عقیلی)
- ۱۳۸۱ باران عشق (احمد امینی)(فریدون حسن پور)
- ۱۳۸٢ معصومیت از دست رفته (داوود میرباقری)
- ۱۳۸۳ عشق گمشده (حسین سهیلی زاده)
- ۱۳۸۷ آخرین دعوت (حسین سهیلی زاده)
- ۱۳۸۷ پس از سال‌ها (اکبر خواجویی)
- ۱۳۸۸ آشپزباشی (محمدرضا هنرمند)
- ۱۳۸۸ همه بچه‌های من (مرضیه برومند)
- ۱۳۸۹ ستاره‌های سربی (محمدرضا آهنج)
- ۱۳۸۹ مختارنامه (داوود میرباقری) (در نقش ام وهب)
- خانه ما  بازیگر مهمان